# Casa al carrer Canal, 26 (Cabanes)
Casa al carrer Canal, 26 és un habitatge del municipi de Cabanes (Alt Empordà) inclòs en l'Inventari del Patrimoni Arquitectònic de Catalunya.

## Descripció
Situada dins del nucli urbà de la població de Cabanes, al bell mig del terme, formant cantonada entre els carrers Canal i de les Escoles.
Edifici cantoner de planta rectangular, format per quatre crugies i distribuït en planta baixa i dos pisos. La part davantera de la construcció presenta la coberta plana utilitzada com a terrat, mentre que la posterior té teulada d'un sol vessant. Totes les obertures de l'edifici són rectangulars. La façana principal presenta un portal d'accés amb l'emmarcament d'obra i decorat amb una motllura superior a manera de guardapols. Les finestres dels pisos també presenten una motllura decorativa a la part superior, formada per rajoles vidrades decorades amb motius geomètrics en blau i blanc. Les de la segona planta estan delimitades per una barana de ferro. La façana està rematada per la barana d'obra correguda que delimita el terrat, que presenta uns plafons d'obra delimitats per dos pilars, i decorats amb la mateixa rajola que les finestres. De la façana orientada al carrer de les Escoles destaca el balcó corregut de la segona planta. Presenta la llosana motllurada, barana de ferro i dos finestrals de sortida decorats amb la mateixa rajola vidrada que la resta de l'edifici.
La construcció presenta els paraments arrebossats i decorats a imitació de carreus disposats regularment.

## Història
El carrer del Canal suposa el primer eixample urbà de la vila durant el segle xviii.